# یخچال طبیعی وراستنکلا
یخچال طبیعی وراستنکلا (آلمانی: Verstanclagletscher)
یک یخچال ۲ کیلومتری ([ طبیعی)(۲۰۰۵)در بخش Silvretta Range در بخش کانتون گراوبوندن سوئیس است. در سال ۱۹۷۳، مساحت آن برابر با ۱٫۲۷ کیلومتر مر بود. این یخچال در شمال Verstanclahorn واقع شده‌است. این یخچال به موازات دهانه (یخچال لانگ) واقع شده‌است که در چند کیلومتری این یخچال قرار دارد